# Melanoplus cameronis
Melanoplus cameronis är en insektsart som beskrevs av Roberts 1947. Melanoplus cameronis ingår i släktet Melanoplus och familjen gräshoppor. Inga underarter finns listade i Catalogue of Life.